# ベアリス

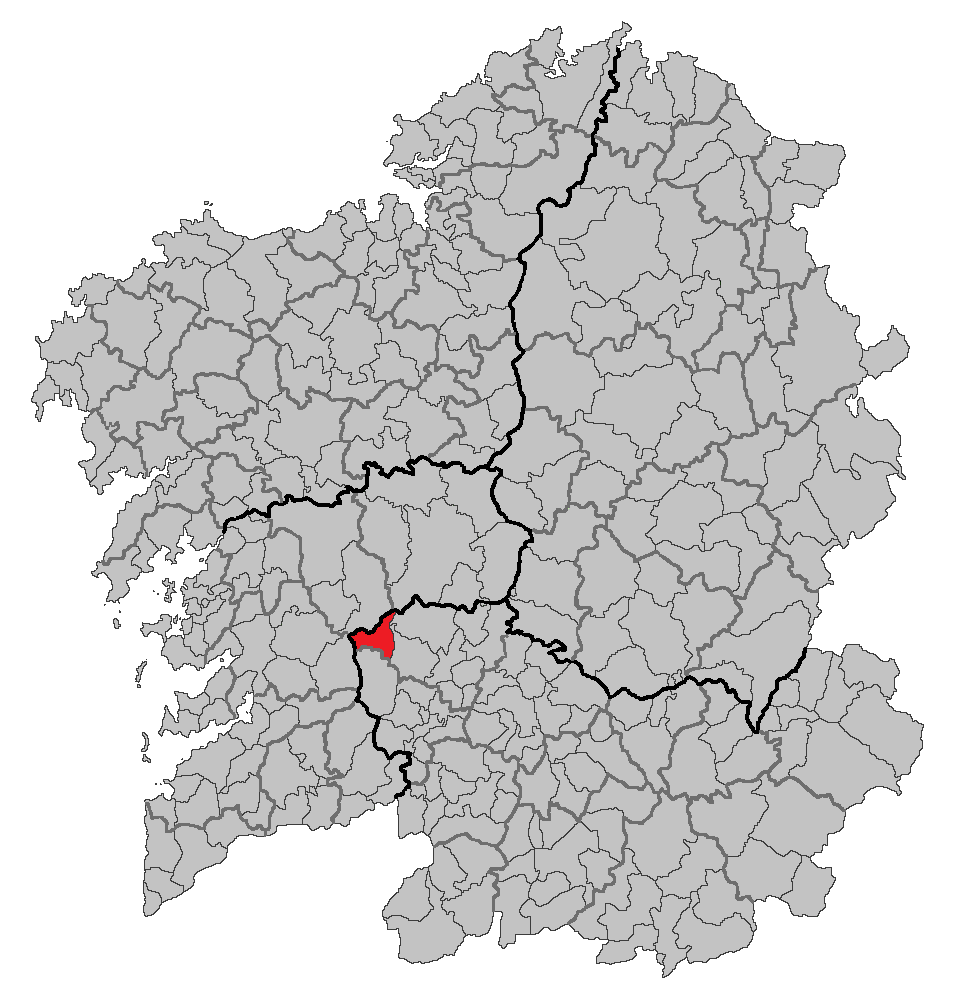

ベアリス（Beariz）は、スペイン、ガリシア州、オウレンセ県の自治体、コマルカ・ド・カルバジーニョに属する。ガリシア統計局によると、2010年の人口は1,285人（2004年：1,404人、2003年：1,477人）である。
ガリシア語話者の自治体人口に占める割合は97.00％（2001年）。

## 地理
ベアリスはオウレンセ県の最西北部、ポンテベドラ県との県境に位置し、コマルカ・ド・カルバジーニョに属する。隣接する自治体は、北がフォルカレイとラリン（両自治体ともポンテベドラ県）、東がオ・イリーショとボボラス、南がアビオン、西がア・ラマ（ポンテベドラ県）の各自治体と隣接している。自治体中心地区はベアリス教区のベアリス地区。 
ベアリスはオ・カルバジーニョ司法管轄区に属す。

### 人口
| ベアリスの人口推移 1900－2010                           |
|                                                         |
| 出典:INE（スペイン国立統計局）1900年 - 1991年、1996年 - |

## 政治
自治体首長はガリシア国民党（PPdeG）のマヌエル・プラード・ロペス（Manuel Prado López）、自治体評議員はガリシア国民党：8、ガリシア民族主義ブロック（BNG）：1となっている（2011年5月22日の自治体選挙結果、得票順）。
| 2003年5月25日自治体選挙 |        |        |          |
| 政党                    | 得票数 | 得票率 | 獲得議席 |
| PPdeG                   | 812    | 91.13% | 9        |
| PSdeG-PSOE              | 54     | 6.06%  | 0        |
| BNG                     | 19     | 2.13%  | 0        |

首長当選者：マヌエル・プラード・ロペス（PPdeG）
| 2007年5月27日自治体選挙 |        |        |          |
| 政党                    | 得票数 | 得票率 | 獲得議席 |
| PPdeG                   | 767    | 89.19% | 9        |
| BNG                     | 77     | 8.95%  | 0        |
| PSdeG-PSOE              | 13     | 1.51%  | 0        |

首長当選者：マヌエル・プラード・ロペス（PPdeG）
| 2011年5月22日自治体選挙 |        |        |          |
| 政党                    | 得票数 | 得票率 | 獲得議席 |
| PPdeG                   | 561    | 82.74% | 8        |
| BNG                     | 72     | 10.62% | 1        |
| PSdeG-PSOE              | 40     | 5.90%  | 0        |

首長当選者：マヌエル・プラード・ロペス（PPdeG）

## 教区
ベアリスは3の教区に分けられる。太字は自治体中心地区のある教区。
- ベアリス（サンタ・マリーア）
- レボサン（サンタ・クルス）
- シラスガ（サン・サルバドール）